# Microsoft Publisher
Microsoft Publisher – program firmy Microsoft służący do tworzenia broszur, ulotek i innych materiałów marketingowych. Od wersji 98 jest dostępny w polskiej wersji językowej. Microsoft zapowiedział koniec wsparcia programu na październik 2026, w tym wycofanie z pakietu Microsoft 365.
Publisher jest elementem pakietu Microsoft Office. Służy do przygotowywania dokumentów przeznaczonych do druku (DTP). Program ten pozwala na bardzo szybkie przygotowywanie wizytówek, folderów, gazetek itp.
W swoim działaniu program ten jest bardzo podobny do Microsoft Word i posiada większość elementów i funkcji spotykanych w innych modułach oprogramowania MS Office. Podstawową różnicą działania tego programu jest to, że wszystkie elementy takie jak tekst, grafika, schematy itd. są umieszczane w odpowiednich ramkach, których rozmiar można modyfikować, a położenie zmieniać w zależności od potrzeb użytkownika.